# Vapor correo Infanta Isabel de Borbón
El V.C. Infanta Isabel de Borbón —desde 1931 renombrado Uruguay— fue un gran buque correo transatlántico español de la Compañía Transatlántica Española. Botado en 1913, prestó servicio hasta la guerra civil española, y en los últimos días de la misma en 1939 fue hundido por la aviación del bando nacional, reflotado en 1940 y llevado al desguace en 1942.

## Construcción

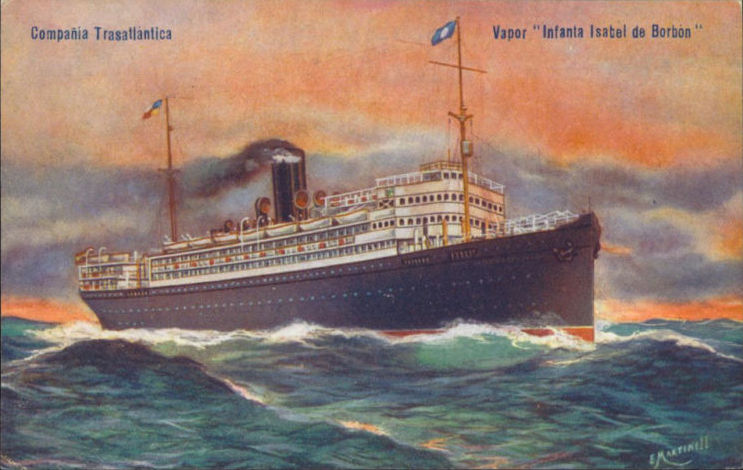
Postal coloreada del buque, en 1913.

En 1909 el gobierno de Antonio Maura aprueba la de Protección de las Industrias y Comunicaciones Marítimas, que pretendía impulsar la construcción naval y el comercio por mar como medio de superar la recesión económica. El resultado fue un crecimiento de la flota española del 14% respecto a 1901. En este contexto se inscribe la construcción de varios nuevos y lujosos vapores transoceánicos.
En 1913, la Compañía Transatlántica encarga a William Denny Brothers en Escocia, la construcción de dos buques gemelos, el Infanta Isabel de Borbón y el Reina Victoria Eugenia de más de 10.000tm de registro bruto, para sus líneas americanas. La dotación de los barcos era espléndida, en la línea de los grandes paquebotes europeos. Los interiores de primera clase eran especialmente lujosos. Según recoge la prensa de la época, destacaba el vestíbulo principal, de 13 metros de ancho y estilo imperio, así como el comedor de primera clase de estilo Luis XVI que se cerraba con una cúpula de cristal al fuego.
En el mismo año la Naviera Pinillos construye el Infanta Isabel. La competencia de las compañías se percibe claramente por las semejanzas en los nombres de los navíos.

## Capacidad y rutas
El Infanta Isabel de Borbón fue configurado inicialmente para transportar 159 pasajeros de primera, 290 en segunda, 122 en tercera preferente y 805 en clase emigrante. Sucesivas reformas legales hicieron que disminuyera el número de pasajes autorizados, pasando a 123 en primera, 113 en segunda y 760 en tercera, eliminándose la clase emigrante. El buque se destinó a la ruta de América del Sur, a Uruguay y Argentina, donde emigraban fundamentalmente españoles e italianos.

## Final de carrera
Con la instauración de la II República Española la Compañía Transatlántica decidió rebautizar sus navíos para eliminar cualquier resonancia monárquica. El Infanta Isabel de Borbón pasó a llamarse Uruguay en 1931. Varios buques, entre los que se encontraba el que nos ocupa, fueron requisados por el gobierno para ser usados como cárcel, a raíz de los movimientos revolucionarios de 1934. Durante la Guerra civil española el vapor fue nuevamente requisado, amarrado en el puerto de Barcelona y utilizado como prisión. A bordo se vivieron innumerables tragedias. Cuando la aviación del bando Nacional bombardeó la ciudad española, el navío quedó prácticamente inservible y parcialmente hundido. En 1940 fue reflotado y desguazado en Valencia en 1942.